# Perry (Georgia)
Perry is een plaats (city) in de Amerikaanse staat Georgia, en valt bestuurlijk gezien onder Houston County en Peach County.

## Demografie
Bij de volkstelling in 2000 werd het aantal inwoners vastgesteld op 9602.
In 2006 is het aantal inwoners door het United States Census Bureau geschat op 11.340, een stijging van 1738 (18,1%).

## Geografie
Volgens het United States Census Bureau beslaat de plaats een oppervlakte van
42,5 km², geheel bestaande uit land.

## Plaatsen in de nabije omgeving
De onderstaande figuur toont nabijgelegen plaatsen in een straal van 24 km rond Perry.

## Geboren
- Sonny Perdue (1946), gouverneur van Georgia (2003-2011)